# 百寿坊 (滕州市)
百寿坊 (滕州市)，位于山东省枣庄市滕州市滨湖镇韩楼村，是中华人民共和国山东省文物保护单位之一。
2006年12月7日，授予山东省文物保护单位，是一座古建筑。